# Ian Callum
Ian Callum es un diseñador de coches británico, nacido en Dumfries, Escocia en 1955.
A la edad de 13 años envió a Jaguar Cars un diseño con la esperanza de obtener un trabajo. 
Estudió en la Lanchester Polytechnic's School of Transportation Design de Coventry, en el Aberdeen Art College y se graduó en diseño industrial en la Glasgow School of Art. Después hizo un postgrado en el Royal College of Art de Londres.
Desde 1979 hasta 1990 trabajó para Ford, diseñando desde humildes piezas (como llantas) hasta ser responsable del estudio Ghia de Turín trabajando para prototipos como el Ford Via y los Ford Zig y Ford Zag.
En 1990 empezó a trabajar para la TWR de Peter Stevens y Tom Walkinshaw y en 1991 llegó a ser jefe de diseño. Allí trabajó en el diseño del Aston Martin DB7 de 1995 (partiendo del diseño del inacabado Jaguar F), del Aston Martin Vanquish y de otros coches Volvo y Mazda encargados a TWR.
En 1998 diseñó el Nissan R390.
Desde 1990 Ford era propietaria de Aston Martin y Jaguar y en 1999 contrató a Ian Callum como director de diseño de Jaguar para sustituir a Geoff Lawson y se dice que sentó las bases del Aston Martin DB9 que terminó Henrik Fisker. Creó los prototipos Jaguar R Coupé de 2001 y Jaguar R-D6 de 2003 y para la calle los rediseños del Jaguar S-Type y la versión ranchera del Jaguar X-Type.

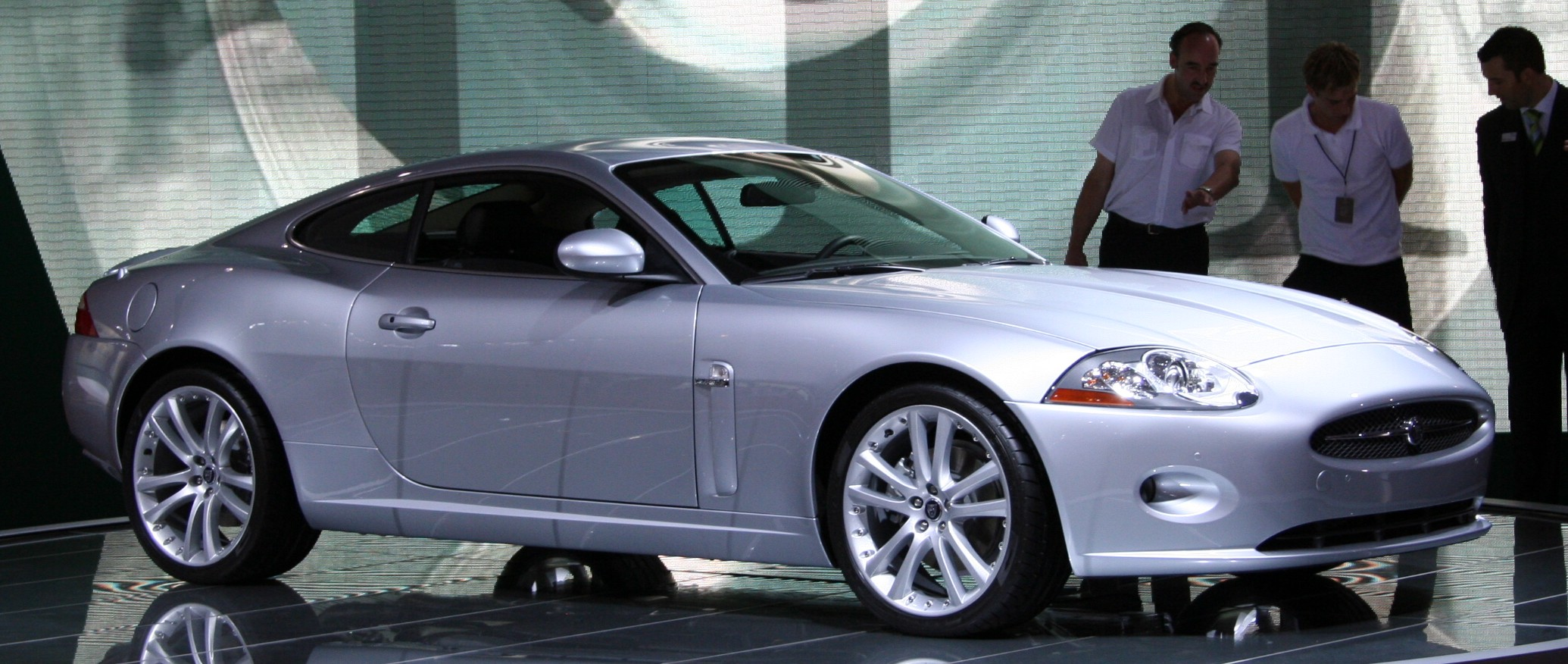
Jaguar XK 2006.
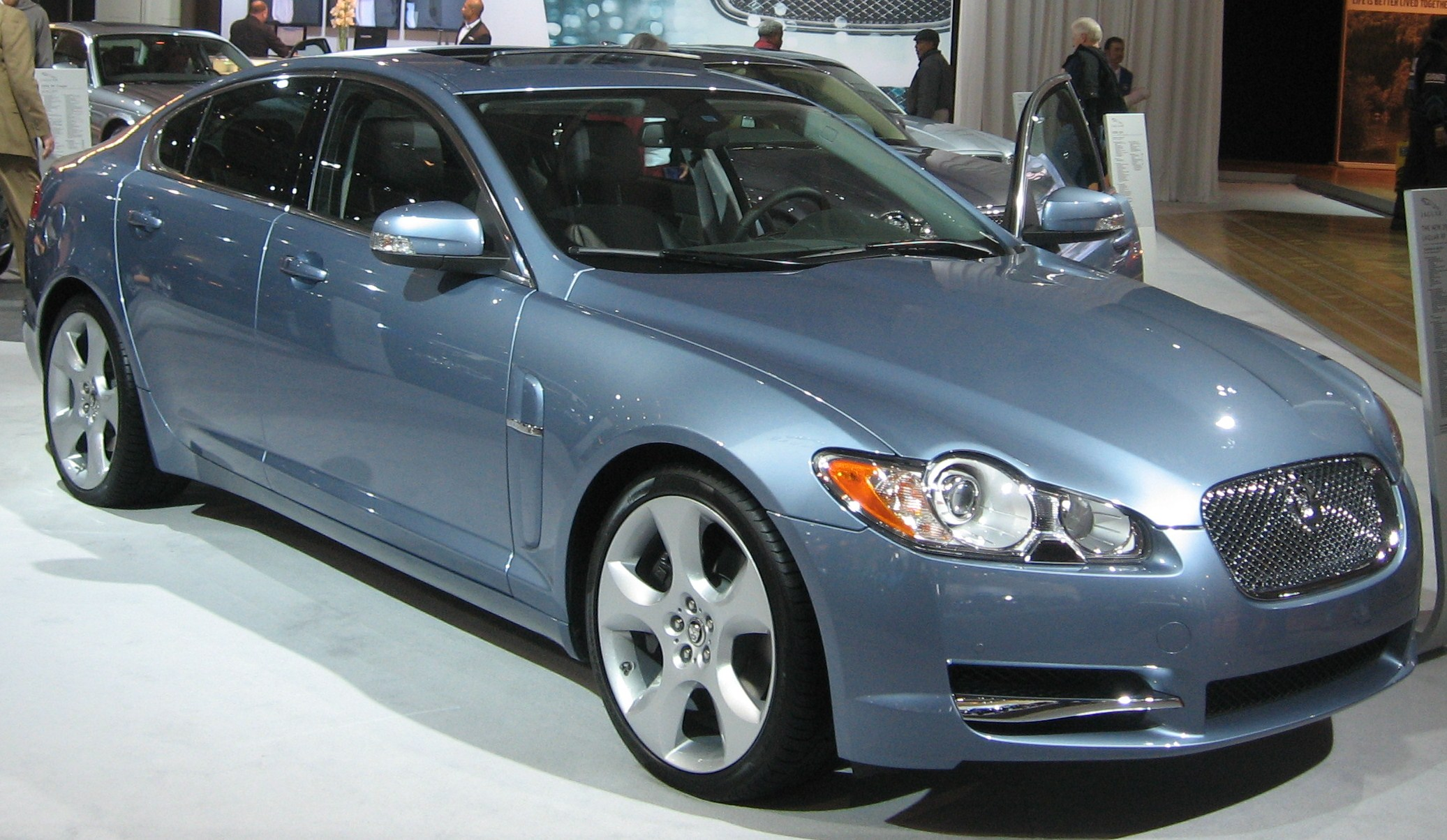
Jaguar XF 2008.
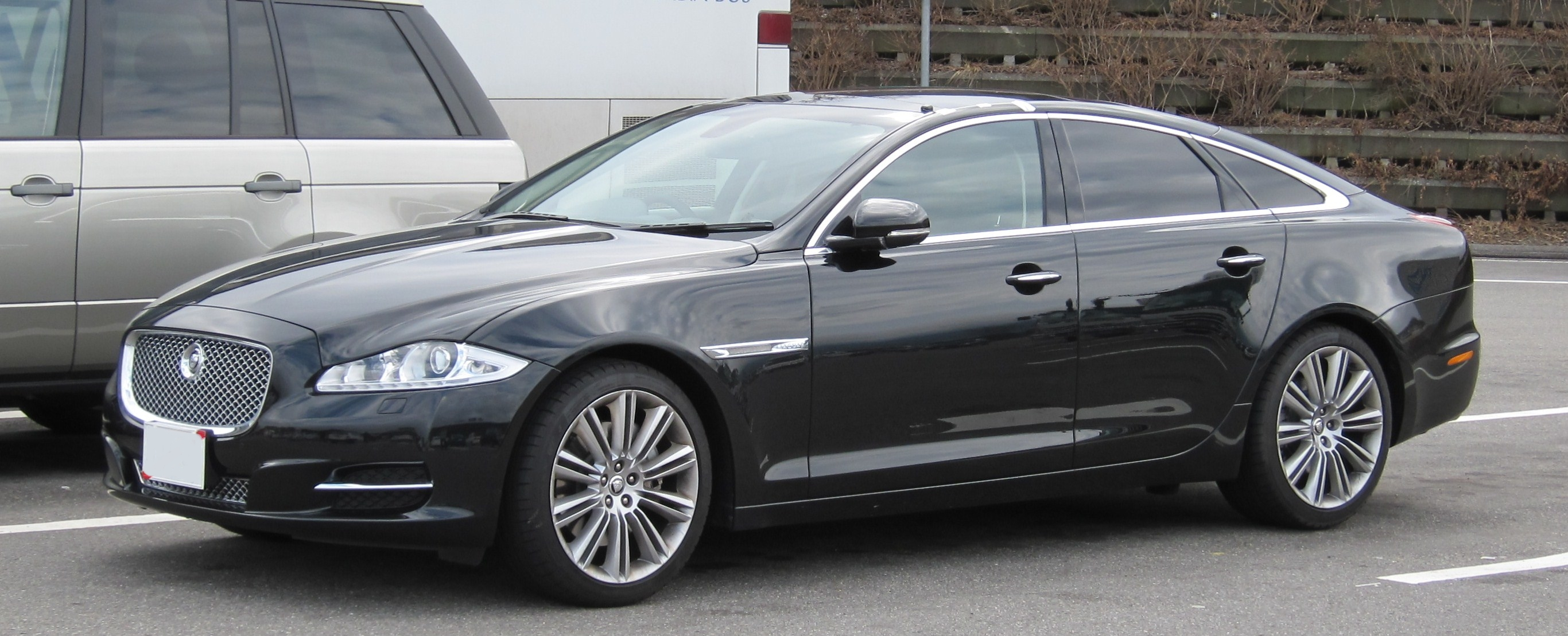
Jaguar XJ 2009.

El estancamiento de las ventas de los Jaguar clásicos de Geoff Lawson condujo a Callum a romper con ellos. A partir del prototipo Jaguar C-XF nacieron sus primeros coches de calle. Su primera creación fue el Jaguar XK de 2006 (sorprendentemente parecido al Aston Martin DB9), el Jaguar XF de 2008 y el Jaguar XJ 2010.